# Etmopteridae
Etmopteridae é uma família de tubarões da ordem Squaliformes. São denominados de "tubarões-lanterna" (em inglês: lantern sharks) devido ao facto de possuírem fotóforos produtores de luz nos seus corpos. Os membros desta família são de pequenas dimensões, abaixo dos 90 cm de comprimento e são encontrados em águas profundas em todo o mundo.
A família contém 45 espécies em cinco géneros. Três quartos das espécies são do género Etmopterus.

## Géneros
- Aculeola
- Centroscyllium
- Etmopterus
- Miroscyllium
- Trigonognathus